# Select (Rebsorte)
Die Weißweinsorte Select ist eine Neuzüchtung des französischen Züchters Jean-Louis Vidal. Es handelt sich um eine Kreuzung von Ugni Blanc und Jurançon Blanc. Die Sorte ist in den 1930er Jahren entstanden. Vorrangiges Ziel des aus dem Département Charente stammenden Vidal war die Neuzüchtung geeigneter Reben zur Herstellung von Cognac. Die Qualität der Weinbrände ist jedoch nicht so gut wie jene der Sorte Ugni Blanc. In den 1990er Jahren wurde eine bestockte Rebfläche von fünf Hektar erhoben.
Synonyme: Vidal 100 T
Abstammung: Ugni Blanc × Jurançon Blanc

## Ampelographische Sortenmerkmale
In der Ampelographie wird der Habitus folgendermaßen beschrieben:
- Die Triebspitze ist offen. Sie ist weißwollig behaart. Die gelblichen Jungblätter sind leicht wollig behaart und bronzefarben gefleckt (Anthocyanflecken).
- Die  dunkelgrünen Blätter (siehe auch den Artikel Blattform) sind fünflappig bis siebenlappig und tief gebuchtet. Die Stielbucht ist V-förmig bis lyrenförmig offen. Das Blatt ist stumpf gezahnt. Die Zähne sind im Vergleich der Rebsorten mittelgroß. Die Blattoberfläche (auch Spreite genannt) ist blasig derb.
- Die walzenförmige Traube ist mittelgroß bis groß und dichtbeerig. Die rundlichen Beeren sind mittelgroß und von weißgrüner Farbe.

Die Rebsorte treibt spät aus und reift ca. 20 Tage nach dem Gutedel.